# ورنر اشتوکر

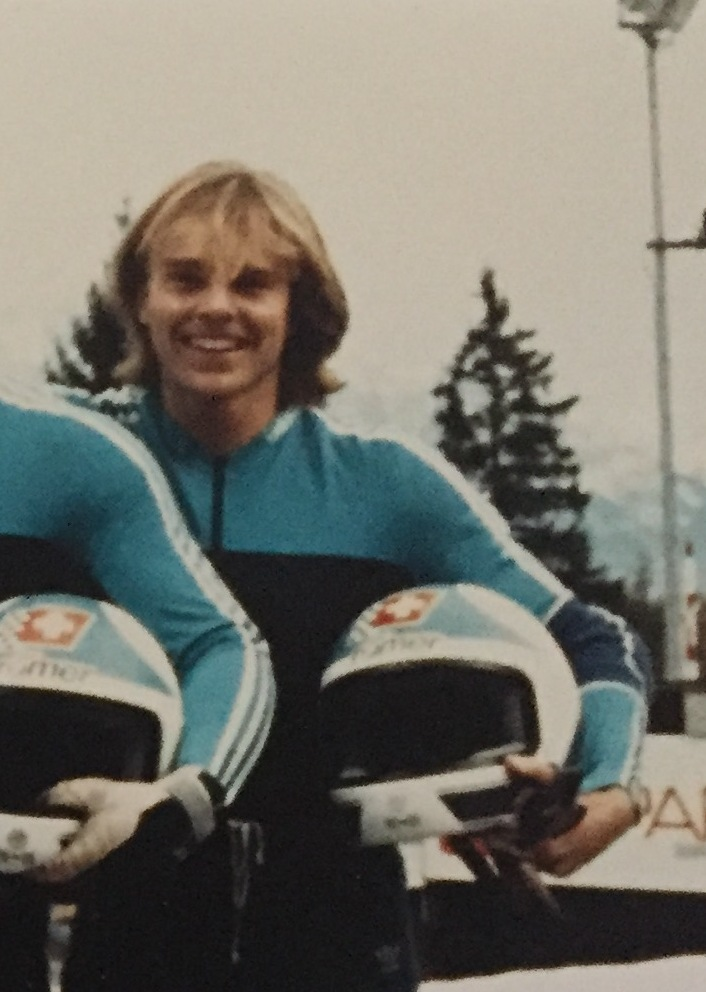
ورنر اشتوکر در سال ۱۹۸۸

ورنر اشتوکر (انگلیسی: Werner Stocker؛ زادهٔ ۱۴ اوت ۱۹۶۱) ورزشکار بابسلد اهل سوئیس بود.